# Phylica lasiantha
Phylica lasiantha är en brakvedsväxtart som beskrevs av Neville Stuart Pillans. Phylica lasiantha ingår i släktet Phylica och familjen brakvedsväxter. Inga underarter finns listade i Catalogue of Life.